# Região econômica
Uma região econômica (português brasileiro) ou região económica (português europeu) é um tipo de divisão administrativa territorial de uma nação, que junta grupos de territórios que têm atividades econômicas, condições de vida das populações, objetivos econômicos, clima, e outros aspetos bastante similares, que é criada com o objetivo de cooperação comercial para um melhor desenvolvimento. Uma região econômica normalmente se desenvolve naturalmente de acordo com as características do terreno e no clima. Quando isso não acontece, a região ecômica é criada por ação do governo do país ou dos países, como na União Europeia. Na Rússia, por exemplo, existem regiões econômicas criadas pelo estado e outras criadas naturalmente, tal como em outros países.